# Émile Rainbeaux
Émile Rainbeaux, né le 2 thermidor an XII (21 juillet 1804) à Arras et mort le 23 mars 1861 à Paris 8e, est un industriel français.

## Biographie
Né à Arras, Émile Rainbeaux est le fils de Jean-Jacques Rainbeaux, négociant, et de Thérèse Legrand. Il collabore avec son oncle Henri De Gorge, qui a repris en 1831, la mine du Grand-Hornu près de Mons en Belgique et à laquelle ils donneront une forte expansion. À la mort de son oncle en 1843, il hérite et dirige alors seul ce charbonnage.
Il s'installe à Paris en 1847, puis sollicité par deux ingénieurs civils des Mines, Pierre Bouchet et Claude Etienne Lacretelle,  qui souhaitent exploiter le gisement, fonde le 29 décembre 1855 la Compagnie des mines de Marles (la présence de houille s'est avérée après quelques sondages en 1852).
Avec son épouse, Cécilia Sévelle (1815-1867), ils ont deux enfants : Firmin Rainbeaux (né en 1834), écuyer de l'empereur Napoléon III qui reprendra les affaires paternelles, puis Victoria Rainbeaux (née en 1836), qui épouse en 1857 Ernest Armand un diplomate et homme politique français.

## Décorations
- Officier de la Légion d'honneur (1855)[3]